# Christoph Biedermann
Christoph Biedermann (30 gennaio 1987) è un ex calciatore liechtensteinese, di ruolo centrocampista.

## Carriera

### Nazionale
Ha collezionato 3 presenze con la propria nazionale.